# Jean Soustiel
Jean Soustiel, né à Neuilly-sur-Seine le 9 février 1938 et mort à Paris le. 12 août 1999, est un expert en arts d'Orient et islamiques.

## Biographie

### Famille et formation
Jean Soustiel est le fils de Joseph Soustiel et le descendant de Moïse Soustiel, fondateur de la Maison Soustiel en 1883.
Ancien élève de l'École des Roches à Verneuil-sur-Avre (Eure) en Normandie, où il est pensionnaire de 1948 à 1956 et dont il devient plus tard l'un des administrateurs, il effectue son service militaire en Algérie de 1958 à 1960. Il poursuit ses études supérieures à l'École du Louvre où, de 1960 à 1964, il suit les cours d'art islamique de Jean David-Weill.

### Carrière
Il travaille ensuite avec son père Joseph Soustiel, antiquaire et marchand d'art installé depuis 1935 au 146, boulevard Haussmann à Paris.

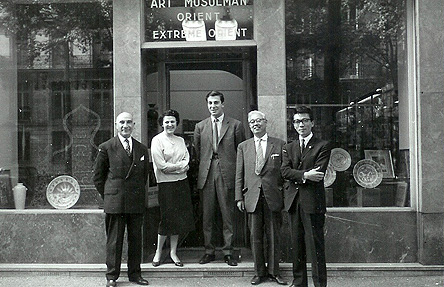
Paris, 1960, devant le 146 bd Haussmann.
Au centre, Jean Soustiel, entouré de ses parents et de deux clients japonais.

Comme ses aïeux autodidactes, Jean Soustiel a le sens des objets, céramiques, armes, tissus, broderies… Conteur savoureux, il sait faire revivre ces objets d'art d'Orient, dévoilant certains aspects de leur histoire, de leur sens originel et de leur beauté. Mécène, il est un généreux donateur qui contribue à l'enrichissement des collections islamiques du musée du Louvre et du musée national de la céramique à Sèvres,. En 1982, sa générosité à l'égard des musées nationaux lui vaut d'être décoré de l'ordre des Arts et des Lettres.
Spécialiste incontesté de l'art musulman et expert internationalement reconnu, Jean Soustiel aime aussi d'autres expressions de l'art. Au début de sa carrière, il s'intéresse à l'Art nouveau. Après 1965, il se passionne pour la vie et l'œuvre du sculpteur Jean-Joseph Carriès (1855-1894), faisant don des papiers de cet artiste aux archives départementales de la Nièvre à Nevers et d'un certain nombre de ses œuvres à la ville de Saint-Amand-en-Puisaye. 
De 1973 à 1993, il contribue activement à l'organisation de multiples expositions dans sa galerie de la rue de Miromesnil puis du boulevard Haussmann, faisant découvrir les arts de l'Islam, les miniatures orientales de l'Inde, ou la peinture orientaliste. La qualité de ses expositions, ainsi que les œuvres proposées à ses ventes — par exemple, souvenirs de la famille impériale ottomane, vêtements du harem du dernier émir de Boukhara —, créent des événements mondiaux. Rédigeant avec les meilleurs spécialistes les notices de catalogues, il en fait des textes de références. Auteur d'une synthèse magistrale sur la céramique islamique,, il rassemble au cours de cinq voyages effectués en Asie centrale, entre 1991 et 1998, les matériaux d'un livre sur les céramiques de Samarcande.

### Mort
Frappé par la maladie, il meurt à Paris le 12 août 1999, avant d'avoir pu publier son livre en préparation.

### Postérité
La Maison Soustiel est aujourd'hui représentée par sa fille, Laure Soustiel.

### Décorations
- Croix de la Valeur militaire (Algérie)
- 1982 : Chevalier de l'ordre des Arts et Lettres

## Publications

### Ouvrages
- La Céramique islamique. Le guide du connaisseur. Office du livre, Fribourg (Suisse), 1985
- Avec Yves Porter[9],[10], Tombeaux de paradis, le Shâh-e Zende de Samarcande et la céramique architecturale d'Asie centrale, éditions d'art Monelle Hayot, Saint-Remy-en-l'Eau, 2003[11].

### Articles
- « Venise et la corne d'or », Catalogue de la Biennale des antiquaires, Paris, septembre 1970
- « Arts musulmans. Chronicle of Parisian antiques gallery », Arts and the Islamic World, IV/4 (automne-hiver 1987/8), p. 69-73
- Avec Marie-Christine David :
  - « Collectionner les miniatures indiennes », Catalogue de la Biennale des Antiquaires, Paris, septembre 1990, p. 144-153
  - « Les grands collectionneurs de peintures persanes », Dossier de l'art, hors-série no 36, mars 1997, p. 62-69

### Catalogues d'exposition
- Au 88, rue de Miromesnil, Paris 8e
  - Miniatures orientales de l'Inde : les écoles et leurs styles. Présentation d'un ensemble de peintures musulmanes et rapjoutes appartenant à Joseph Soustiel, du 14 au 25 mai 1973
  - Objets d'art de l'Islam. Présentation d'un ensemble d'objets d'art musulman appartenant à Joseph Soustiel, du 10 au 24 juillet 1973
  - Avec Marie-Christine David, Miniatures Orientales de l'Inde -2- : écoles mogholes, du Deccan et autres écoles indiennes', du 25 octobre au 8 novembre 1974
  - Objets d'Art de l'Islam -2-, du 25 octobre au 8 novembre 1974
  - Avec Lynne Thornton, Mahmal et Attatichs. Peintres et voyageurs en Turquie, en Égypte et en Afrique du Nord, du 28 novembre 1975 au 8 janvier 1976
- À la galerie Jean Soustiel, 146 bd Haussmann, Paris 8e[12]
  - Miniatures orientales de l'Inde -3-, du 19 mai au 23 juillet 1983
  - Art ottoman. Objets d'Art de l'Islam -3-, Centenaire de la Maison Soustiel, 1883-1983', du 20 mars au 13 avril 1984
  - Miniatures orientales de l'Inde -4-, du 28 février au 9 avril 1986
  - Sur la aoute des Découvertes. Objets d'Art de l'Islam -4- , septembre 1988